# Bosnie-Herzégovine aux Jeux olympiques d'été de 2000
La Bosnie-Herzégovine participe aux Jeux olympiques d'été de 2000 à Sydney. Sa délégation est composée de 9 sportifs répartis dans 4 sports et son porte-drapeau est Elvir Krehmić. Au terme des Olympiades, la nation n'est pas à proprement classée puisqu'elle ne remporte aucune médaille. 

## Nombre d'athlètes qualifiés par sport
Voici la liste des qualifiés et sélectionnés Bosniens par sport (remplaçants compris) :
| Sport      | Hommes | Femmes | Total |
| ---------- | ------ | ------ | ----- |
| Athlétisme | 3      | 1      | 4     |

## Liste des médaillés bosniens
Aucun athlète bosniens ne remporte de médaille durant ces JO.

## Athlétisme

### Hommes
| Athlète         | Épreuve  | Séries      | Séries      | Quarts de finale | Quarts de finale | Demi-finales | Demi-finales | Finale          | Finale |
| Athlète         | Épreuve  | Temps       | Rang        | Temps            | Rang             | Temps        | Rang         | Temps           | Rang   |
| --------------- | -------- | ----------- | ----------- | ---------------- | ---------------- | ------------ | ------------ | --------------- | ------ |
| Zeljko Petrovic | Marathon | Non disputé | Non disputé | Non disputé      | Non disputé      | Non disputé  | Non disputé  | 2 h 38 min 29 s | 76e    |
| Duro Kodzo      | Marathon | Non disputé | Non disputé | Non disputé      | Non disputé      | Non disputé  | Non disputé  | 2 h 39 min 14 s | 78e    |

| Athlète       | Épreuve         | Qualification | Qualification | Finale      | Finale  |
| Athlète       | Épreuve         | Performance   | Rang          | Performance | Rang    |
| ------------- | --------------- | ------------- | ------------- | ----------- | ------- |
| Elvir Krehmic | Saut en hauteur | 2,24 m        | 14e           | Eliminé     | Eliminé |

### Femmes
| Athlète      | Épreuve | Séries  | Séries | Quarts de finale | Quarts de finale | Demi-finales | Demi-finales | Finale  | Finale  |
| Athlète      | Épreuve | Temps   | Rang   | Temps            | Rang             | Temps        | Rang         | Temps   | Rang    |
| ------------ | ------- | ------- | ------ | ---------------- | ---------------- | ------------ | ------------ | ------- | ------- |
| Dijana Kojic | 400 m   | 55 s 61 | 7e     | Eliminé          | Eliminé          | Eliminé      | Eliminé      | Eliminé | Eliminé |